# Veiros
Veiros este o arie protejată (arie de protecție specială avifaunistică — SPA) din Portugalia întinsă pe o suprafață de 1.959,51 ha, integral pe uscat.

## Localizare
Centrul sitului Veiros este situat la coordonatele 38°59′22″N 7°30′21″W / 38.989458°N 7.505972°V.

## Înființare
Situl Veiros a fost declarat arie de protecție specială avifaunistică în martie 2008 pentru a proteja 36 de specii de animale.

## Biodiversitate
Situată în ecoregiunea mediteraneană, aria protejată nu include niciun habitat protejat.
La baza desemnării sitului se află mai multe specii protejate de  păsări (36): ciocârlie-de-câmp (Alauda arvensis), fâsă-de-câmp (Anthus campestris), fâsă de luncă (Anthus pratensis), lăstunul mare (Apus apus), Aquila adalberti, pasărea ogorului (Burhinus oedicnemus), ciocârlie-cu-degete-scurte (Calandrella brachydactyla), barză albă (Ciconia ciconia), erete cenușiu (Circus pygargus), Clamator glandarius, dumbrăveancă (Coracias garrulus), prepeliță (Coturnix coturnix), cuc (Cuculus canorus), lăstun de casă (Delichon urbica), Galerida theklae, Hippolais polyglotta, rândunică roșcată (Hirundo daurica), rândunică (Hirundo rustica), sfrâncioc cu cap roșu (Lanius senator), ciocârlie de pădure (Lullula arborea), privighetoare (Luscinia megarhynchos), ciocârlie de bărăgan (Melanocorypha calandra), prigoare (Merops apiaster), gaia neagră (Milvus migrans), gaia roșie (Milvus milvus), pietrar mediteranean (Oenanthe hispanica), dropie (Otis tarda), ciuf-pitic (Otus scops), ploier auriu (Pluvialis apricaria), graur (Sturnus vulgaris), silvie roșcată (Sylvia cantillans), silvie de tufiș (Sylvia undata), spârcaci (Tetrax tetrax), sturzul viilor (Turdus iliacus), sturz-cântător (Turdus philomelos), nagâț (Vanellus vanellus).
Pe lângă speciile protejate, pe teritoriul sitului au mai fost identificate 1 specie de mamifere.